# Nationalpark für Naturstudien

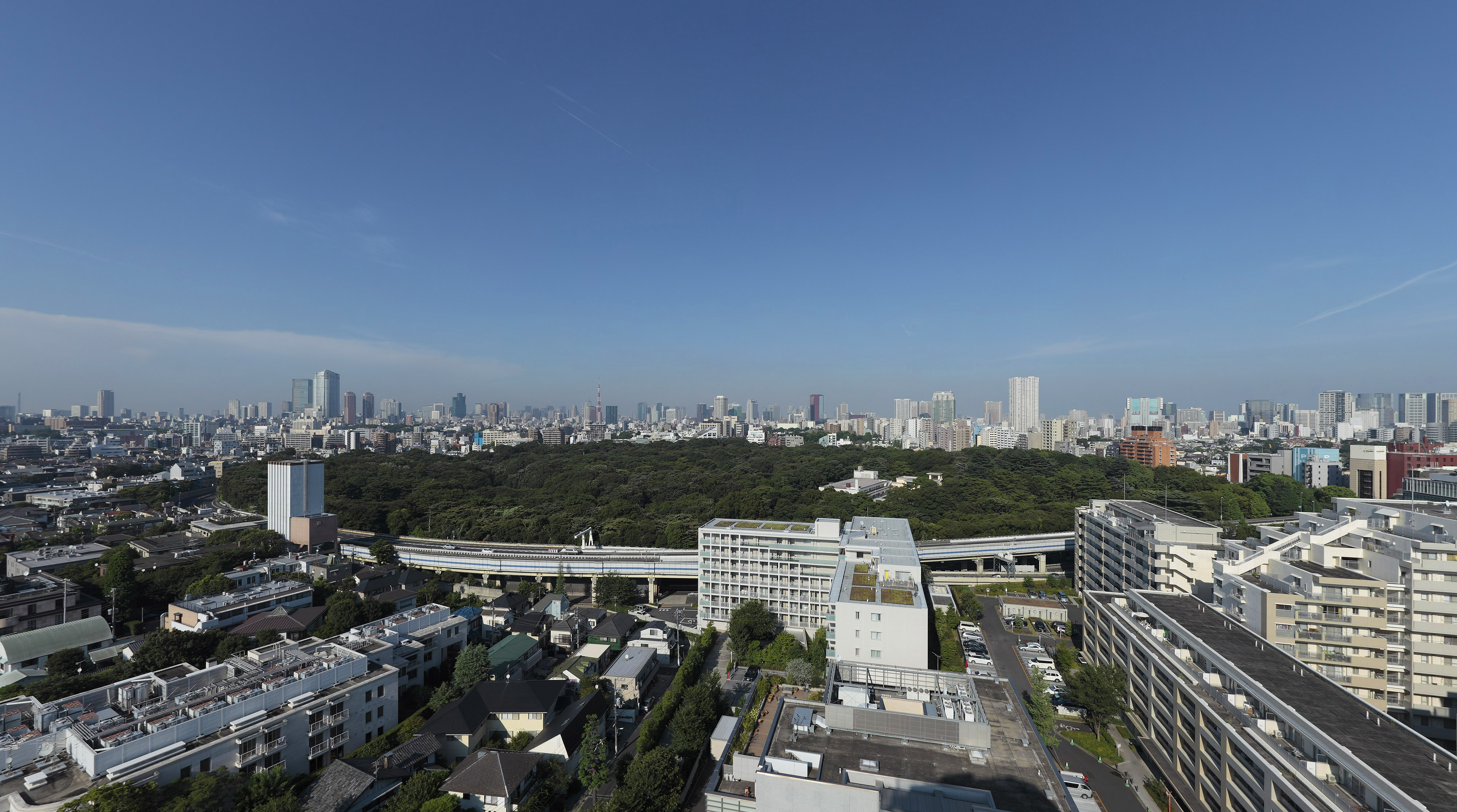
Blick auf den Park.
Scheinbar in der Mitte das Tokyo Metropolitan Teien Art Museum

Der Nationalpark für Naturstudien (japanisch 国立科学博物館附属自然教育園 Kokuritsu kagaku hakubutsukan fuzoku shizen kyōikuen, deutsch ‚Naturstudienpark des Nationalmuseums der Naturwissenschaften‘) bewahrt inmitten von Tokio im Stadtbezirk Minato einen Rest der ursprünglichen Musashino-Landschaft.
Der Park ist seit dem 12. April 1949 unter dem Namen Kyū Shirogane goryōchi (旧白金御料地, „altes Shirogane-Kronland“) als Naturdenkmal und historische Stätte geschützt.

## Überblick

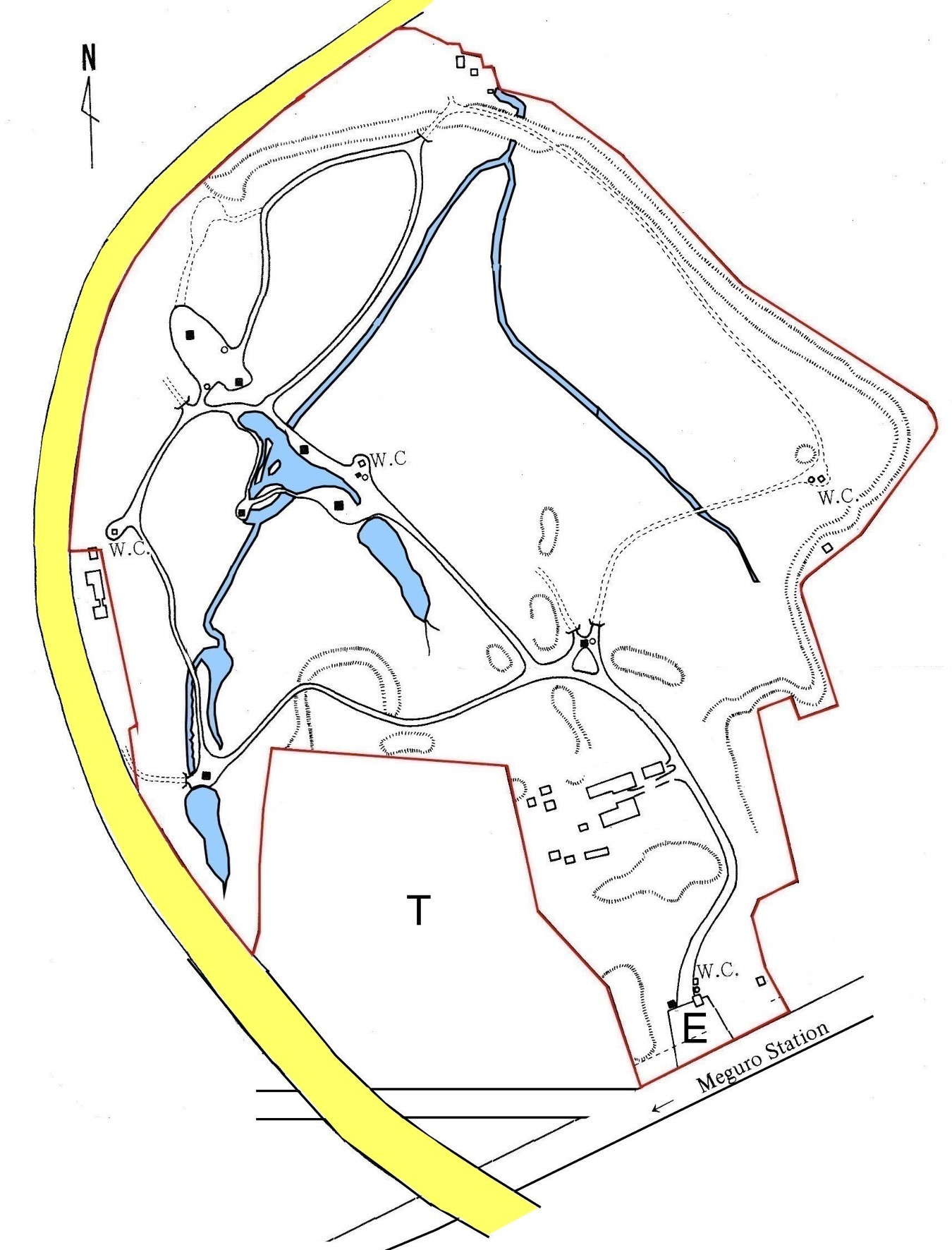
Plan der Anlage, E=Eingang, T=Teien Art Museum

Zwischen 1400 und 1500 herrschte hier ein Klan, der sich einen befestigten Wohnsitz baute. Wer das genau war, weiß man nicht, aber der Flurname Shirogane, der seit 1559 bezeugt ist, könnte auf den Besitzer hinweisen. Es könnte aber auch Ōta Dōkans Enkel gewesen sein. Nach dem Untergang des Klans verfiel die Anlage und verwilderte, aber Reste der Wallanlagen sind erhalten geblieben. Zu Beginn der Edo-Zeit kam das Gebiet an den Zōjō-ji, 1664 bekam es Matsudaira Yorishige, ein Bruder des Tokugawa Mitsukuni und Oberhaupt des Takamatsu-han, als Nebenresidenz. Aus der Zeit sollen einige Kiefern stammen.
In der Meiji- und in der Taishō-Zeit bis 1917 gab es dort Pulvermagazine des Militärs. Danach kam das Gelände an das Kaiserliche Hofamt, Shirogane Go-Ryōchi genannt, wobei es wieder zu einem Waldgebiet mit Gewässern zurückentwickelt werden konnte. Ein Teil des Geländes wurde allerdings 1933 genutzt für die Anlage eines prinzlichen Palastes, der mit seinem Garten heute als Tokyo Metropolitan Teien Art Museum der Öffentlichkeit zugänglich ist.
1949 wurde das Gelände dem Monbushō unterstellt, das den Park im November des Jahres als Nationalpark für Naturstudien der Öffentlichkeit zugänglich gemacht hat. Seit 1962 wird der Park vom Nationalmuseum der Naturwissenschaften verwaltet. Der Park mit seinen alten Bäume ist, zusammen mit den Früchte tragenden Bäumen und den Gewässern, ein Paradies für Vögel – Mandarinenten sind häufig, aber auch Eisvögel.